# Meseta
La Meseta (mot espanyol; literalment, l'Altiplà), també coneguda com la Meseta Central, és un altiplà que es troba al mig de la península Ibèrica

## Particularitats
És la unitat de relleu més antiga de la península i n'ocupa la major part de la superfície. Aquest altiplà està dividit en dues parts, una nord i una sud, pel Sistema Central.
Va sorgir amb el moviment orogènic varisc de l'era primària com a massís que va ser erosionat durant l'era secundària fins a convertir-se en una plana amb poques ondulacions que constitueix el centre de l'actual altiplà, posteriorment alterat durant l'era terciària pel moviment orogènic alpí i l'erosió i la sedimentació de l'era quaternària.
La Meseta té una altitud mitjana de 600 metres, encara que l'alçada mitjana de la porció nord és major que la de la meridional. La concepció de la Meseta com a gran altiplà separat de la resta i ubicada al centre de la península Ibèrica és un concepte relativament recent, i no existia abans del segle xix. Va ser Alexander von Humboldt qui en va parlar per primer cop.